# Maximiliano Falcón
Maximiliano Joel Falcón Picart (* 1. Mai 1997 in Paysandú) ist ein uruguayischer Fußballspieler. Der Abwehrspieler wurde zwei Mal chilenischer Meister.

## Karriere

### Verein
Maximiliano Falcón kam aus der Jugend von Nacional Montevideo und schloss sich 2019 der Profimannschaft der CA Rentistas aus der Segunda División an. Mit dem Klub schaffte er 2019 den Aufstieg und gewann 2020 das Torneo Apertura im Entscheidungsspiel. Im Oktober 2020 wurde der Verteidiger als neuer Spieler des chilenischen Rekordmeisters CSD Colo-Colo vorgestellt. Mit den Albos gewann Falcón die Meisterschaft 2022, die Meisterschaft 2024 und zweimal die Copa Chile. Im Januar 2025 wechselte er in die USA zu Inter Miami.

### Nationalmannschaft
Maximiliano Falcón spielte Freundschaftsspiele in der U-20-Nationalmannschaft. Für die A-Nationalmannschaft wurde der Defensivakteur im März 2021 im Rahmen der WM-Qualifikation 2022 nominiert, jedoch wurden beide Spiele aufgrund der COVID-19-Pandemie abgesagt.

## Erfolge
Rentistas
- Torneo Apertura: 2020

Colo-Colo
- Primera División: 2022, 2024
- Copa Chile: 2021, 2023
- Supercopa de Chile: 2022